# Централна ж. п. гара (станция метро)
Центральный вокзал (болг. Централна гара) — станция Второй линии Софийского метрополитена.

## История
Строилась с 2008 года, пуск 31 августа 2012 года, находится рядом с Центральным вокзалом Софии, рядом Центральный автовокзал. Находится между станциями Львов мост и Мария Луиза. Станция  с боковыми платформами, длина 104 м.

## Галерея

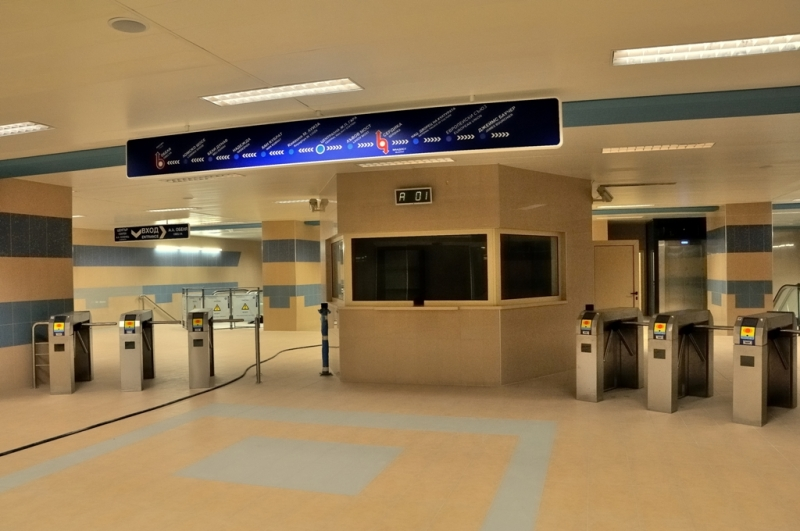
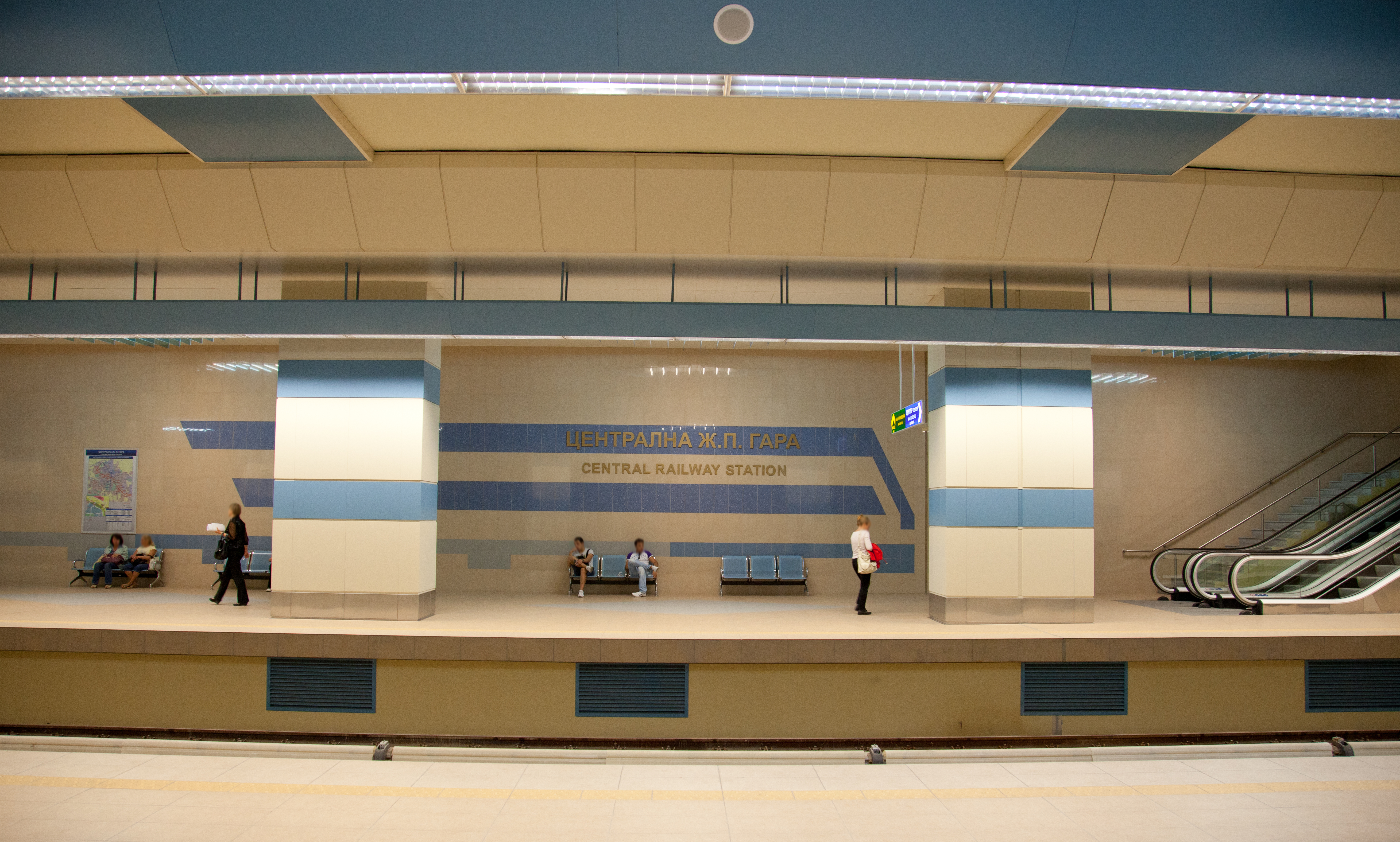